# Nastra
Nastra is een geslacht van vlinders van de familie dikkopjes (Hesperiidae), uit de onderfamilie Hesperiinae.

## Soorten
- N. chao (Mabille, 1897)
- N. dryas (Hayward, 1940)
- N. ethologus (Hayward, 1934)
- N. guianae (Lindsey, 1925)
- N. incomptus (Hayward, 1934)
- N. julia (Freeman, 1944)
- N. leucone (Godman, 1900)
- N. lherminier (Latreille, 1824)
- N. lurida (Herrich-Schäffer, 1869)
- N. neamathla (Skinner & Williams, 1923)
- N. tanta Evans, 1955